# LG Velvet
LG Velvet – smartfon południowokoreańskiego producenta LG group. Telefon zaprezentowano 7 maja 2020. W Polsce premiera odbyła się w czerwcu 2020 roku. Urządzenie umożliwia łączenie się z siecią 5G.